# دیدگاه‌های مختلف پس از انتشار گزارش شورای اطلاعات ملی آمریکا در مورد ایران
در تاریخ ۱۲ آذر ۸۶ گزارشی از شورای اطلاعات ملی آمریکا در رابطه با استفاده ایران از فناوری هسته‌ای منتشر گردید که دیدگاه‌های مختلفی را در پی داشت

## گزارش شورای اطلاعات ملی آمریکا
متن کامل گزارش با فرمت پی دی اف
شورای اطلاعات ملی آمریکا در این گزارش اعلام کردا که ایران پس از سال ۲۰۰۳ تلاش برای دستیابی به سلاح هسته‌ای را متوقف کرده‌است. البته در این گزارش هیچ سندی برای اثبات این موضوع که ایران قبل از سال ۲۰۰۳ انحرافی در فعالیت‌های هسته‌ای خود داشته‌است ارائه نگردیده. در این گزارش به این موضوع نیز اشاره شده که ایران به پیشرفتهای چشمگیری در تزریق گاز به سانتریفیوژها دست یافته‌است ولی تا قبل از دوره زمانی ۲۰۱۰ تا ۲۰۱۵ به فناوری ساخت سلاح هسته‌ای دست نخواهد یافت.

## مواضع ایران در مورد گزارش
آقای بروجردی رئیس کمسیون امنیت ملی مجلس گفت که باید گزارش ۱۶ نهاد اطلاعاتی آمریکا را حائز اهمیت دانست و این گزارش نشان می‌دهد که ایران هیچگاه دنبال سلاح هسته‌ای نبوده وی در گفتگویی دیگر اظهار داشت که این گزارش پیش زمینه‌ای برای پذیرش ایران هسته‌ای می‌باشد

آقای مظفر عضو کمسیون آموزش مجلس و عضو مجمع تشخیص مصلحت نظام اعتقاد داشت که آمریکا این گزارش را برای رهایی از فضاحتی که کاخ سفید در مورد ایران به بار آورده منتشر کرده است

## مواضع آژانس بین‌المللی انرژی هسته‌ای در مورد گزارش
محمد البرادعی مدیر کل آژانس پس از انتشار گزارش اعلام کرد که یافته‌های شورای اطلاعات ملی آمریکا با یافته‌های آژانس یکسان است وی افزود که این گزارش نقطه عطفی بین ایران و غرب است.

## مواضع آمریکا در مورد گزارش
جرج بوش رئیس جمهور آمریکا س از انتشار گزارش گفت: ایران خطرناک بوده، خطرناک است و خطرناک خواهد بود. ما به فشارهای سیاسی خود علیه ایران ادامه می‌دهیم چون اگر از سال ۲۰۰۳ به بعد ایران تلاش برای دستیابی به سلاح هشته‌ای را متوقف کرده بخاطر فشارهای سیاسی جامعه بین‌الملل بوده و این نشان می‌دهد که این فشارها به نتیجه رسیده.

رابرت گیتس وزیر دفاع آمریکا ایجاد سپر موشکی در خلیج فارس را اجتناب ناپذیر دانست